# خطة (رسم)
.

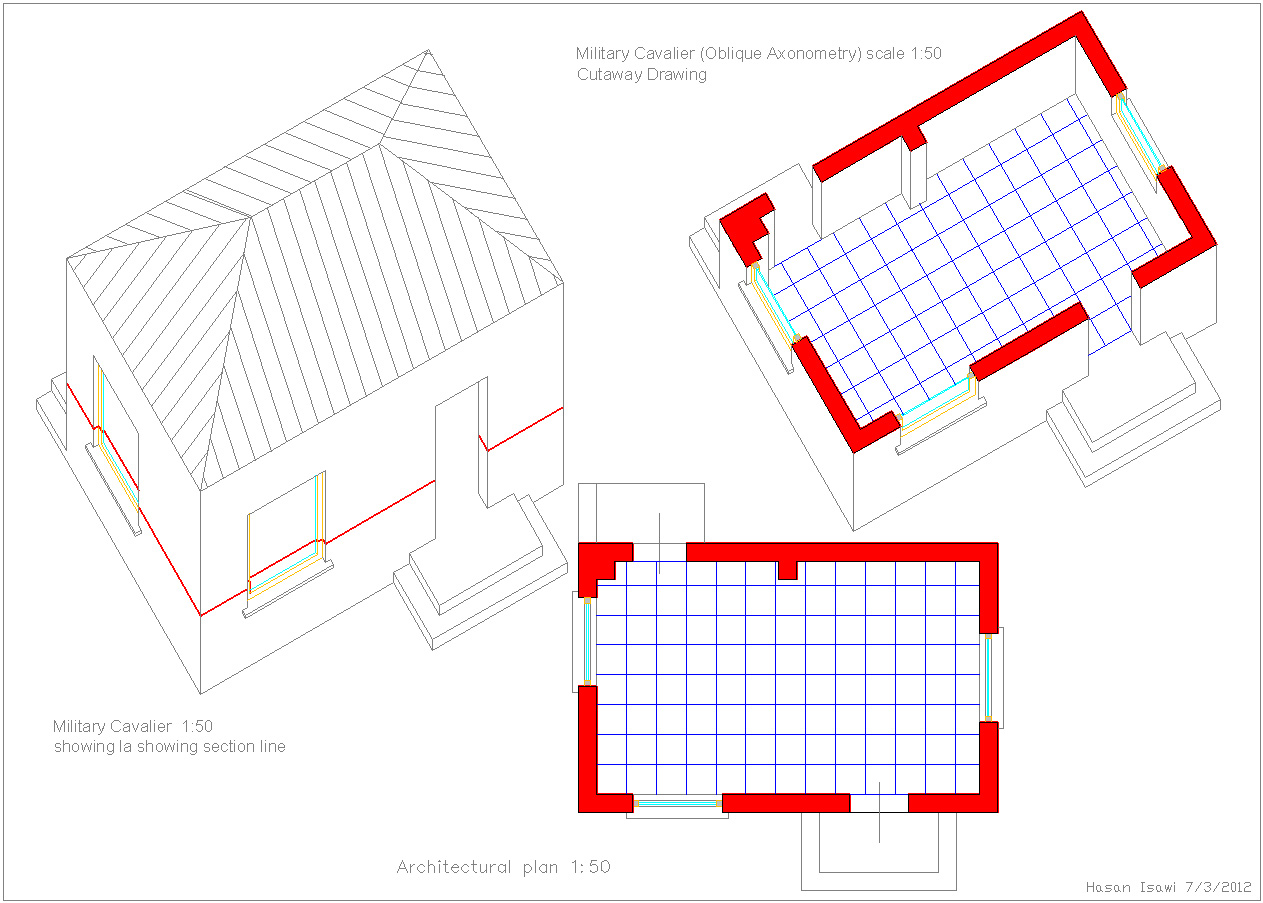
الخطة هي مقطع افقي لكيان معماري, اجري بواسطة مستوى موضوع على ارتفاع متر تقريبا من مستوى البلاط. الخطة تشمل اسقاط الأجزاء المقطوعة وأيضا تلك غير المقطوعة، سواء المرئية منها أو الاجزاء المهمة المخفية, وللتمييز بينها تستخدم سماكة خطوط مختلفة

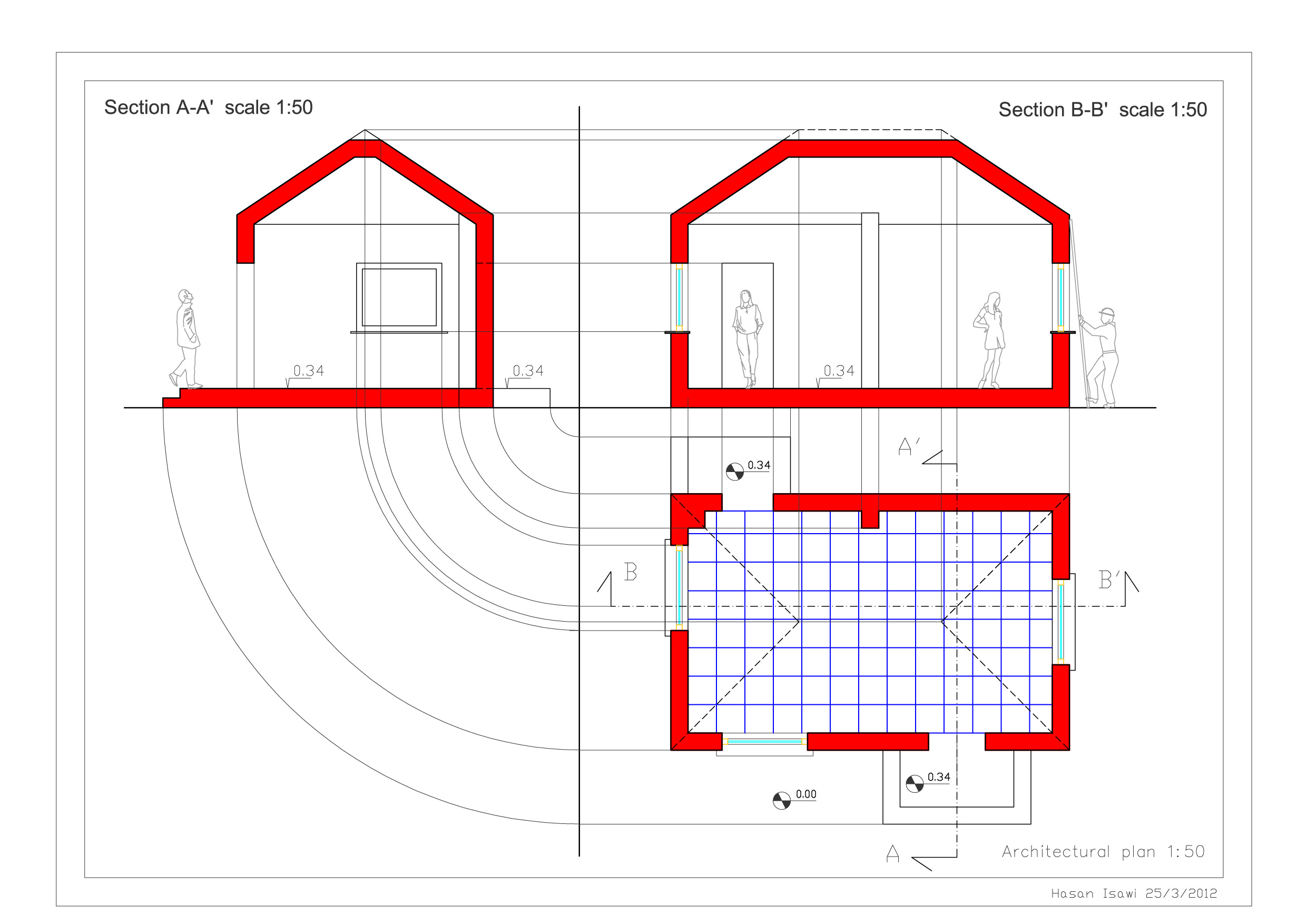
خطة ومقطع طولي ومقطع عرضي واكسنومتري كافاليرا افقية (cross_sectione_in_plane_oblique_view) لحجم معماري

الخطة (أو المسقط الافقي) في مجال العمارة، هو نوع من أساليب الإظهار الهندسي. يتم الحصول على المسقط الافقي لطابق مبنى معين، من خلال قطعه بمستوي أفقي، بحيث يكون ارتفاعه متر أو متر ونصف بالنسبة لمستوى بلاط ذلك الطابق. وعلى اية حال يجب ان يكون ارتفاعه أعلى بقليل من ارتفاع برطاشة فتحات النوافذ. بعد عملية القطع، يتم اسقاط كل شيء عموديا على مستوى افقى، الذي عادة ما يتطابق مع مستوى البلاط (مستوى الاسقاط الأول).

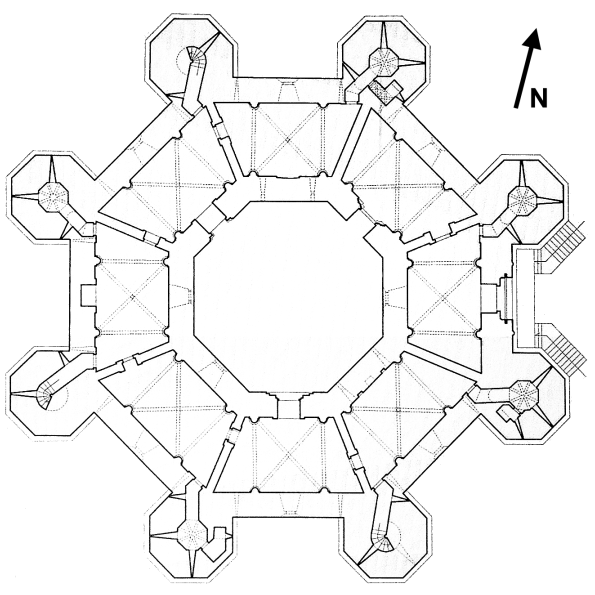
كاستيل ديل مونتي (Castel del monte)

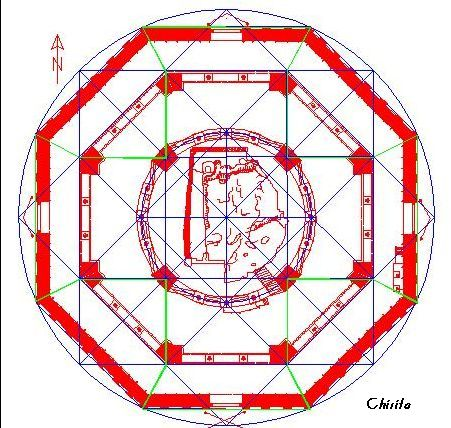
مسقط افقي لمسجد الصخرة

## تاريخ
خطط البناء كانت معروفة منذ العصور القديمة: مثلا سيفيران فورما اوربيس (Forma Urbis severiana) من القرن الثالث. ومن الأمثلة المعروفة في العصور الوسطى المبكرة خطة دير سانت غالن.

## الخطة في التصميم المعماري
في مرحلة التصميم، تحديد خطة المبنى ينطوي عليها أيضا طريقة استخدام المبنى – لأن لها علاقة بالمسارات الداخلية والخارجية.
كما يمكن استخدام مصطلح الخطة أيضا لمجموعات من المباني، أو لحي في المدينة، أو جزء من المدينة أو المدينة بأكملها، على الرغم من أن في هذه الحالات يجب استخدام المصطلح التقني للخطة وهو بلانيمتري(Planimetry), أي قياس المساحات المستوية.
انتشار استخدام الخطة كنوع من الاظهار المعماري، أدى إلى أنها أصبحت عنصر معماري مستقل في حد ذاته، كمفهوم أو كسمة من سمات مبنى. أي يتم استخدامها في تعبيرات محددة مثلا خطة دائرية، خطة مصلبة، خطة مركزية (pianta centrale)، خطة برأسين (أي باثنين من المذابح المتقابلة)... الخ.

## في الهندسة الوصفية
لتمثيل الفراغ المعماري نحن بحاجة إلى الإسقاطات العمودية (طريقة مونج), وبسبب وجود السقف والجدران التي تمنع من رؤية الفراغات الداخلية، نحن بحاجة إلى استخدام مستويات قاطعة. التي عادة ما تكون نوعين، وهما:
- المستويات القاطعة الأفقية وبها نحصل على الخطط (Plans)
- والمستويات القاطعة الرأسية وبها نحصل على مقاطع عرضية وطولية (Sections)

### أنواع الخطوط وسماكتها في الخطة المعمارية
كما قلنا الخطة هي مقطع افقي لكيان معماري اجري بواسطة مستوى افقي على ارتفاع متر تقريبا من مستوى البلاط. في الخطة يتم رسم الأجزاء المقطوعة وأيضا تلك الموجودة اسفل مستوى القطع (أو المهمة اعلاه). وللتمييز بين اسقاطات الاجزاء المقطوعة وتلك الغير مقطعوعة، يتم استخدام سماكة خطوط مختلفة. عادة في الخطة المعمارية يتم استخدام 3 أنواع من الخطوط، ويمكن أن يكونوا أكثر وفقا لنوع التصميم ولكن هذه هي الأكثر أهمية:
1. خطوط الاجزاء المقطوعة، نوع الخط مستمر وسمكه 0.4
2. خطوط الاجزاء المسقطة والموجودة اسفل مستوى القطع، نوع الخط مستمر وسمكه 0.2,
3. خطوط الاجزاء المسقطة والموجودة اعلى مستوى القطع، نوع الخط متقطع وسمكه 0.1

### مصطلحات لها علاقة
الخِطة من عملية اختطاط الأرض، أي تعليم الأرض للبناء عليها.

- احتجار، إذا لم تتعاقب عمليتا التعليم والبناء
- اقتطاع، إذا كان تعليم الأرض من فعل السلطة
- إحياء، من عملية اختطاط الأرض دون إذن الإمام